# Klyvgrunden
Klyvgrunden is een zandbank of rotseiland behorend tot de Lule-archipel. Het eiland ligt door middel van een 200 meter lange landtong aan het vasteland van Zweden vast.
De Lule-archipel ligt in het noorden van de Botnische Golf en hoort bij Zweden.